# Buturlino (Nischni Nowgorod)
Buturlino (russisch Бутурлино́) ist eine Siedlung städtischen Typs in der Oblast Nischni Nowgorod in Russland mit 6412 Einwohnern (Stand 14. Oktober 2010).

## Geographie
Der Ort liegt gut 100 km Luftlinie südöstlich des Oblastverwaltungszentrums Nischni Nowgorod am rechten Ufer der Pjana.
Buturlino ist Verwaltungszentrum des Rajons Buturlinski sowie Sitz der Stadtgemeinde (gorodskoje posselenije) Rabotschi possjolok Buturlino, zu der außerdem die Dörfer Filippowo (4 km östlich), Jablonka (8 km südlich), Keslaw (9 km westnordwestlich), Missjuricha (7 km südsüdwestlich), Smagino (7 km westnordwestlich) und Sofjino (10 km westnordwestlich) gehören.

## Geschichte
Der Ort wurde 1551 oder 1552 während der Moskau-Kasan-Kriege auf mordwinischen Ländereien vom russischen Wojewoden Fjodor Buturlin gegründet und nach diesem benannt. Ab dem 18. Jahrhundert gehörte er zum Ujesd Knjaginin des Gouvernements Nischni Nowgorod.
Im Juli 1929 wurde Buturlino Verwaltungssitz eines neu geschaffenen, nach ihm benannten Rajons. Seit Dezember 1977 besitzt der Ort den Status einer Siedlung städtischen Typs.

### Bevölkerungsentwicklung
| Jahr | Einwohner |
| ---- | --------- |
| 1897 | 1144      |
| 1939 | 1982      |
| 1959 | 2242      |
| 1970 | 4100      |
| 1979 | 5790      |
| 1989 | 6449      |
| 2002 | 6975      |
| 2010 | 6412      |

## Verkehr
Bei Buturlino befindet sich die Station Smagino bei Kilometer 482 der auf diesem Abschnitt 1918 eröffneten und seit 1986 elektrifizierten Eisenbahnstrecke Moskau – Arsamas – Kasan.
Durch die Siedlung verläuft die Regionalstraße 22K-0042, die weitgehend der Bahnstrecke von der 60 km westlich vorbeiführenden föderalen Fernstraße R158 Nischni Nowgorod – Saratow über Wad und Perewos folgt und 25 km nordöstlich an die 22K-0162 nach Sergatsch anschließt. Nach Norden führt die 22K-0054 in benachbarte Rajonzwentrum Bolschoje Muraschkino, ebenfalls an der 22K-0162, nach Süden die 22K-0056 mit weiterem Anschluss in Richtung Gagino.

## Persönlichkeiten
- Alexander Michailowitsch Sergejew (* 1955), Physiker und Hochschullehrer